# حافلة ثابتة
الحافلة الثابتة أو الحافلة الأُحادية أو الحافلة العاديّة (بالإنجليزية: rigid bus) (سواءً كانت حافلة آلية أو حافلة سطحية التمديد الكهربائي) هي مركبة تستخدم في خدمات النقل العام لها هيكل قاعدي واحد ثابت. يجب التفريق بين هذا النوع من الحافلات والحافلات المفصلية أو ثنائية المفصل، والتي تحتوي على جسمين ثابتين أو أكثر مُرتبطان بمفصل محوري واحد أو أكثر، ويجب تفريقها أيضًا عن الحافلة المقطورة، والتي تتكون من نصف مقطورة عليها هيكل حافلة خارجي يتم سحبها بواسطة وحدة جرّ تقليدية.
في بعض المناطق كبريطانيا وأستراليا يستخدم مصطلح "الحافلة الثابتة" عادة فقط عند التمييز بين هذه الحافلات والحافلات المفصلية، مثل وصف أسطول حافلات يتضمن كلا النوعين. في حالة الحافلات التي لها محوري دوران، والتي يكون لها دائماً هيكل قاعدي واحد، ومركبات ثابتة لا مفصلية، غالبًا ما يشار إليها باسم "حافلة ثنائية المحور"، يستخدم مصطلح "الحافلة الثابتة" عادةً فقط عند الإشارة إلى المركبات التي لها ثلاثة محاور دوران أو أكثر والتي في هذه الحالة يمكن أن تكون ثابتة أو مفصلية.
في مناطق أخرى كالولايات المتحدة مثلاً، لا يتم استعمال مصطلح "الحافلة الثابتة"، حيث يتم التفريق غالباً باستخدام مصطلح "حافلة لا مفصلية" أو عندما يكون السياق واضحًا يقال: "حافلة نموذجيّة". إلا أنه يمكن أن يسبب مصطلح "الحافلة النموذجية" التباساً، لأنه يُستخدم في بعض الأحيان، في بلدان أخرى، في إشارة إلى تصميم حافلات موحد تم تطويره من قبل عدد من مصنعي الحافلات، على سبيل المثال، تنطبق الشروط الألمانية لحافلات النقل الداخلي النموذجية (VöV) على كل من الطرازين مرسيدس-بنز أو 305 ومرسيدس-بنز أو 405، كلا هذين الطرازين يملكان شكلاً ثابتاً وشكلاً مفصلياً، وكلا هذين الشكلين تم استعمالهما من قبل شركات تشغيل حافلات في جميع أنحاء العالم.
قد يكون تصميم الحافلات الثابتة بطابق واحد أو بطابقين، وقد يكون لها محوري دوران اثنين أو أكثر. إلا أنه نادرًا ما تستخدم عبارة "حافلة جامدة" لوصف حافلة ذات طابقين، لأن عدد قليل جدًا من الحافلات ذات الطابقين تحتوي على هياكل مفصلية.
يتم استخدام الحافلات الثابتة ذات الطابق الواحد بشكل أساسي على خطوط الحافلات التي تملك معدلات ركوب وسطية يومياً (مثلاً، حافلات النقل الداخلي أو الحافلات الإقليمية على الطرق ذات مستويات رعاية متوسطة)، أو كحافلات سياحية للمسافات البعيدة.

## أنظر أيضاً
- شارابون
- حافلة ذات طابقين
- حافلة سياحية